# Ravna Dubrava
Ravna Dubrava (em cirílico: Равна Дубрава) é uma vila da Sérvia localizada no município de Gadžin Han, pertencente ao distrito de Nišava, na região de Zaplanje. A sua população era de 294 habitantes segundo o censo de 2011.

## Demografia
| 1948 | 1953 | 1961 | 1971 | 1981 | 1991 | 2002 | 2011 |
| ---- | ---- | ---- | ---- | ---- | ---- | ---- | ---- |
| 1232 | 1228 | 1201 | 1039 | 884  | 727  | 450  | 294  |